# Steve Janaszak
Steven James Janaszak (* 7. ledna 1957 v Saint Paul, Minnesota, Spojené státy americké|USA) je bývalý americký hokejový brankář. Je znám především jako náhradní brankář USA při Zázraku na ledě.

## Reprezentace
Byl vybrán do reprezentace pro olympijský turnaj v Lake Placid 1980, kde získal zlatou medaili. V rámci přípravy odchytal 17 utkání, na samotných olympijských hrách se do branky nedostal.
Na mistrovství světa 1982 ve Finsku nastoupil z pozice náhradního brankáře ke třem utkáním, ve kterých měl průměr inkasovaných branek na utkání 5,66. Spojené státy na tomto turnaji sestoupili do B-skupiny.

## Klubová kariéra
Do roku 1975 chytal středoškolskou ligu za Hill-Murray School. V letech 1975-79 hájil branku minnesotské univerzity (mistrovský titul 1976 a 1979), kde jej vedl Herb Brooks (trenér USA na hrách v Lake Placid). V roce 1979 byl zařazen do All star týmu univerzitní soutěže NCAA a nejužitečnějším hráčem. V úvodu ročníku 1979/80 se připravoval na olympijské hry (viz výše).
Po hrách odchytal jedno utkání NHL za klub Minnesota North Stars (inkasoval dvě branky), kromě toho nastoupil v nižších soutěžích i za Oklahoma City Stars (CHL - 1 utkání), Tulsa Oilers (CHL - 1 utkání) a Baltimore Clippers (EHL - 4 utkání). V sezoně 1980/81 odchytal 42 zápasů v IHL za Fort Wayne Komets (získal Ken McKenzie Trophy pro nejlepšího v USA narozeného nováčka soutěže) a 6 za klub CHL Fort Worth Texans. Za Fort Worth odchytal i 37 utkání v následující sezoně. V té se dočkal i šance v NHL, za klub Colorado Rockies. Za Rockies nastoupil do dvou utkání, ve kterých odchytal 100 minut a inkasoval 13, což činí průměr 7,8 branky na zápas. V součtu s utkáním za Minnesotu tak v NHL odchytal ve třech zápasech 160 minut, inkasoval 15x a má tak průměr 5.63 branek na utkání - později se již v NHL neobjevil, přestože od Colorada získal v září 1982 práva na hráče celek Calgary Flames. Svojí poslední sezonu 1982/83 působil v soutěži CHL v klubu Wichita Wind (35 utkání).

## Zajímavost
O olympijském triumfu v Lake Placid 1980 byl v roce 2004 natočen film, ve kterém Janaszaka hrál Sam Skoryna. Jeho jméno bývá někdy uváděno i v podobě Janaszek.